# Ksawery Popiel
Ksawery Popiel (ur. w 1770 roku na Wołyniu) – major milicji wołyńskiej w insurekcji kościuszkowskiej, adiutant gen. Michała Lubomirskiego z rangą chorążego. Był w Korpusie Kadetów w latach 1780–1787.